# Hal Fishman
Hal Fishman (ur. 25 sierpnia 1931 w Nowym Jorku, zm. 7 sierpnia 2007 w Los Angeles) – amerykański dziennikarz i osobowość telewizyjna.

## Filmografia
- 1979: When Hell Was in Session jako Spiker
- 1994: Jimmy Hollywood jako Prezenter wiadomości
- 2007: Spider-Man 3 jako Prezenter

## Wyróżnienia
Posiada swoją gwiazdę na Hollywoodzkiej Alei Gwiazd.